# Pseudopaludicola mineira
Pseudopaludicola mineira là một loài ếch thuộc họ Leptodactylidae.
Đây là loài đặc hữu của Brasil.
Môi trường sống tự nhiên của chúng là xavan ẩm, vùng cây bụi ẩm khu vực nhiệt đới hoặc cận nhiệt đới, đồng cỏ nhiệt đới hoặc cận nhiệt đới vùng ngập nước hoặc lụt theo mùa, đồng cỏ nhiệt đới hoặc cận nhiệt đới vùng đất cao, đầm nước ngọt có nước theo mùa, và vùng đồng cỏ.
Chúng hiện đang bị đe dọa vì mất môi trường sống.